# Sigrid Jusélius stiftelse

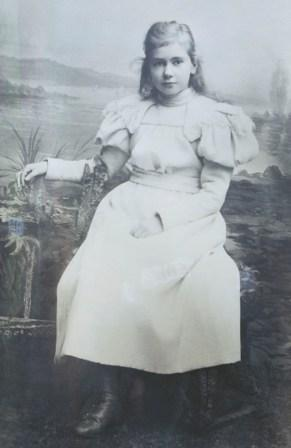
Sigrid Jusélius.

Sigrid Jusélius stiftelse (finska: Sigrid Juséliuksen säätiö) är en stiftelse i Helsingfors, vilken grundades 1930 och har utdelat stipendier för medicinsk forskning sedan 1949.
Stiftelsen skapades genom en testamentarisk donation av bergsrådet Arthur Jusélius till åminnelse av dottern Sigrid (1887–1898), som avled vid elva års ålder till följd av tuberkulos. Stiftelsen är Finlands största privata understödjare av medicinsk forskning. Bland understöden märks årliga stora bidrag som utdelas under flera års tid, understöd som finansierar utländska forskares vistelse i Finland samt Sigrid Jusélius Fellowship-stipendier för att bereda finländska forskare möjlighet att bedriva forskning i utlandet. Sedan 1965 har Juselius ordnat ett tjugotal internationella symposier och workshopar. Tack vare understöden från stiftelsen har en stor mängd internationellt betydelsefullt arbete kunnat utföras av finländska forskare både inom teoretisk och klinisk medicin.